# ۈ
Wāw alef suscrit ‹ ۈ › est une lettre additionnelle de l’alphabet arabe qui est utilisée dans l’écriture du ouïghour. Elle est composée d’un wāw ‹ و › diacrité d’un petit alif suscrit.

## Utilisation
En ouïghour écrit avec l’alphabet arabe, ‹ ۈ › représente une voyelle fermée antérieure arrondie [y].